# Eupithecia contexta
Eupithecia contexta là một loài bướm đêm trong họ Geometridae.